# Teofilisco de Rodes
Teofilisco (em latim: Theophiliscus; n. 205 a.C.) foi um almirante de Rodes que é conhecido por ter sido o comandante da frota de quinquerremes ródia na Batalha de Quio, travada ao largo daquela ilha do mar Egeu em 201 a.C.
A batalha foi provavelmente o confronto naval mais importante da Guerra Cretense, que opôs uma aliança protagonizada por Rodes e Pérgamo contra o rei macedónio Filipe V e os seus aliados. Durante os combates, que se saldaram numa vitória ródia e pergamena, Teofilisco sofreu três golpes no seu próprio navio, mas apesar disso logrou reunir os seus homens e repelir a abordagem dos macedónios. Teofilisco viria a morrer após a batalha devido aos ferimentos.